# Canton de Sens-Sud-Est
Le canton de Sens-Sud-Est est une division administrative française du département de l'Yonne.
Le canton de Sens-Sud-Est est une création « récente » (années 1970). Avec les actuels cantons de Sens-Nord-Est et Sens-Ouest, ils ont remplacé les deux anciens cantons de Sens-Nord et Sens-Sud.

## Composition
| Nom              | Code Insee | Intercommunalité                 | Superficie (km2) | Population (dernière pop. légale) | Densité (hab./km2) |
| ---------------- | ---------- | -------------------------------- | ---------------- | --------------------------------- | ------------------ |
| Sens (chef-lieu) | 89387      | CA du Grand Sénonais             | 21,90            | 25 507 (2014)                     | 1 165              |
| Maillot          | 89236      | CA du Grand Sénonais             | 6,17             | 1 072 (2014)                      | 174                |
| Malay-le-Grand   | 89239      | CA du Grand Sénonais             | 21,80            | 1 545 (2014)                      | 71                 |
| Malay-le-Petit   | 89240      | CA du Grand Sénonais             | 11,04            | 380 (2014)                        | 34                 |
| Noé              | 89278      | CA du Grand Sénonais             | 8,55             | 515 (2014)                        | 60                 |
| Passy            | 89291      | CA du Grand Sénonais             | 5,74             | 338 (2014)                        | 59                 |
| Rosoy            | 89326      | CA du Grand Sénonais             | 5,96             | 1 086 (2014)                      | 182                |
| Vaumort          | 89434      | CC de la Vanne et du Pays d'Othe | 14,52            | 354 (2014)                        | 24                 |
| Véron            | 89443      | CA du Grand Sénonais             | 15,91            | 1 965 (2014)                      | 124                |

Le canton ne comprend qu'une fraction de la commune de Sens (10 188 habitants en 2011).

## Histoire
- Le canton de Sens-Sud-Ouest est créé par le décret du 2 août 1973.

- Par le même décret, le canton de Sens-Sud est renommé Canton de Sens-Ouest.

- Rattachement en 2008 au canton de Sens-sud-est de la commune de Rosoy, indépendante de Sens depuis le 12 février 2008.

## Représentation

### Conseillers généraux de l'ancien canton deSens-Sud(1833-1973)
| Période | Période                   | Identité                   | Étiquette                | Qualité |
| ------- | ------------------------- | -------------------------- | ------------------------ | --- |
| 1833    | 1848                      | Julien Vuitry (1786-1879)  | Majorité ministérielle   | Ancien Ingénieur des Ponts et Chaussées Député (1834-1848) Président de section au Conseil d'État Maire de Sens              |
| 1848    | 1852                      | Louis Lacave               |                          | Ancien notaire Propriétaire, conseiller municipal de Sens                                                                    |
| 1852    | 1861                      | Julien Vuitry              | Majorité ministérielle   | Ancien Ingénieur des Ponts et Chaussées Député (1834-1848) Président de section au Conseil d'État Maire de Sens              |
| 1861    | 1877                      | Edouard Deligand           | Droite                   | Avocat, maire de Sens (1858-1868)                                                                                            |
| 1877    | 1877 (démission)          | Émile Cotelle (1849-1924)  | Républicain              | Conseiller d'État Nommé Préfet des Deux-Sèvres en 1877                                                                       |
| 1878    | 1889                      | Jules Guichard             | Républicain opportuniste | Propriétaire à Paris Sénateur de l'Yonne (1885-1896) Président de la Compagnie du Canal de Suez Président du Conseil Général |
| 1889    | 1901                      | Ernest Landry              | Républicain              | Avoué - Maire de Sens |
| 1901    | 1908 (décès)              | Paul Mallurie              | Rad.                     | Directeur d'école primaire supérieure à Sens                                                                                 |
| 1908    | 1925                      | Anicet Giguet              | Rad.                     | Instituteur à Sens |
| 1925    | 1937                      | Gaston Gaudaire            | Rad.                     | Assureur Maire de Sens (1922-1935) Sénateur (1922-1936)                                                                      |
| 1937    | 1941 (démission d'office) | Louis Sabat                | SFIO                     | Ancien secrétaire en chef de la mairie, conseiller municipal de Sens Révoqué par le Gouvernement de Vichy                    |
|         |                           |                            |                          | |
| 1945    | 1958                      | Maxime Courtis (1878-1966) | MURF (SFIO) puis DVG     | Ingénieur en chef des Ponts et Chaussées Maire de Sens (1944-1947) Président du Conseil Général (1945-1949)                  |
| 1958    | 1964                      | Alfred Prieur (1903-1985)  | DVD                      | Garagiste, conseiller municipal de Sens                                                                                      |
| 1964    | 1973                      | Roger Treillé (1914-1999)  | Centriste                | Directeur commercial, maire de Paron, Président du district urbain de l'agglomération sénonaise                              |

### Conseillers d'arrondissement du canton de Sens-Sud (de 1833 à 1940)
Le canton de Sens-Sud avait deux conseillers d'arrondissement.
| Période                                  | Période      | Identité                                      | Étiquette | Qualité |
| ---------------------------------------- | ------------ | --------------------------------------------- | --------- | --- |
| 1833                                     | 1848         | Augustin Pierre Cornisset-Lamotte (1791-1877) |           | Négociant, juge de paix à Sens                                                                              |
| 1848                                     | 1880         | Sulpice Pléau (1801-1882)                     |           | Président du Tribunal civil de commerce de Sens                                                             |
| 1880                                     | 1898         | Auguste Gagé                                  |           | Négociant en vins, maire de Marsangis                                                                       |
| 1880                                     | 1910         | Ladislas Fijalkowski                          |           | Architecte à Sens                                                                                           |
| 1898                                     | 1910         | M. Guichard                                   |           | Vétérinaire à Sens                                                                                          |
| 1910                                     | 1914 (décès) | Léonce Blondet                                | Radical   | Conseiller municipal de Sens, Président du syndicat des hôteliers et limonadiers                            |
| 1910                                     | 1928         | Henri-Alexandre Gourlet                       | Radical   | Agriculteur, apiculteur, maire de Courtois                                                                  |
| 1919                                     | 1926 (décès) | Auguste Morel (1882-1926)                     |           | Industriel, Premier adjoint au maire de Sens, Président du Conseil d'arrondissement                         |
| 1928                                     | 1934         | M. Truchon                                    |           | Adjoint au maire de Sens                                                                                    |
| 1926                                     | 1934         | Auguste Truchy (1882-1947)                    |           | Représentant de commerce, conseiller municipal de Sens                                                      |
| 1934                                     | 1940         | Georges Cron                                  |           | Négociant, brasseur, conseiller municipal de Sens                                                           |
| 1934                                     | 1940         | Clément Fillion                               |           | Cultivateur, maire d'Égriselles-le-Bocage                                                                   |
| Les données manquantes sont à compléter. |              |                                               |           | |
| 1940                                     |              |                                               |           | Les conseils d'arrondissement ont été suspendus par la loi du 12 octobre 1940 et n'ont jamais été réactivés |

### Conseillers généraux de Sens-Sud-Est (1973-2015)
| Période | Période | Identité       | Étiquette | Qualité |
| ------- | ------- | -------------- | --------- | --- |
| 1973    | 1998    | Jean Cordillot | PCF       | Répétiteur puis professeur Député (1956-1958) Maire de Sens (1995-2001) Ancien conseiller général du canton de Sens-Nord-Est (1967-1973) |
| 1998    | 2015    | Alain Ladrange | PCF       | Adjoint au maire de Sens (1995-2001) |

## Démographie
| 1975 | 1982 | 1990   | 1999   | 2006   | 2011   | 2012   |
| ---- | ---- | ------ | ------ | ------ | ------ | ------ |
| -    | -    | 17 202 | 17 477 | 17 779 | 17 290 | 17 419 |